# Hamza Choudhury
Pour les articles homonymes, voir Choudhury.
Hamza Choudhury, né le 1er octobre 1997 à Loughborough, est un footballeur international bangladais qui évolue au poste de milieu de terrain à Leicester City.

## Biographie

### Origines et jeunesse
Hamza Choudhury est d'origine bengali et grenadienne par ses parents.

### Carrière en club
Formé à Leicester City, Hamza Choudhury est prêté pour un mois à Burton Albion, qui évolue en League One, en février 2016. Ce prêt est par la suite prolongé jusqu'à la fin de la saison. Le 6 août 2016, Choudhury est de nouveau prêté à Burton Albion, promu en Championship, cette fois pour une durée d'une saison complète. Il participe à vingt-huit matchs en l'espace de quinze mois avec Burton avant de réintégrer l'effectif de Leicester en juin 2016.
Le 19 septembre 2017, il participe à sa première rencontre avec son club formateur à l'occasion d'un match de League Cup contre Liverpool (victoire 2-0). Le 28 novembre suivant, il fait sa première apparition en Premier League face à Tottenham Hotspur (victoire 2-1). Choudhury porte le maillot de Leicester à neuf reprises lors de cette première saison professionnelle avec les Foxes.

### Carrière internationale

#### Premiers pas avec l'Angleterre
Hamza Choudhury est sélectionné en équipe d'Angleterre espoirs pour disputer le Festival international espoirs 2018 à la suite de plusieurs blessures. Le 26 mai 2018, il honore sa première sélection avec l'Angleterre espoirs face à la Chine (victoire 2-1).
Le 27 mai 2019, il fait partie des vingt-trois joueurs sélectionnés pour participer à l'Euro espoirs 2019 avec l'équipe d'Angleterre.

## Statistiques
| Saison                | Club                    | Championnat           | Championnat | Championnat | Coupe nationale | Coupe nationale | Coupe de la Ligue | Coupe de la Ligue | Compétition(s) continentale(s) | Compétition(s) continentale(s) | Compétition(s) continentale(s) | Total | Total |
| Saison                | Club                    | Division              | M.          | B.          | M.              | B.              | M.                | B.                | Comp.                          | M.                             | B.                             | M.    | B.    |
| 2017-2018             | Leicester City          | Premier League        | 8           | 0           | -               | -               | 1                 | 0                 | -                              | -                              | -                              | 9     | 0     |
| 2018-2019             | Leicester City          | Premier League        | 9           | 0           | 1               | 0               | 2                 | 0                 | -                              | -                              | -                              | 12    | 0     |
| 2019-2020             | Leicester City          | Premier League        | 20          | 1           | 4               | 0               | 5                 | 0                 | -                              | -                              | -                              | 29    | 1     |
| 2020-2021             | Leicester City          | Premier League        | 10          | 0           | 3               | 0               | 1                 | 0                 | C3                             | 8                              | 1                              | 22    | 1     |
| 2021-2022             | Leicester City          | Premier League        | 6           | 0           | 1               | 0               | 1                 | 0                 | C3+C4                          | 1+3                            | 0+0                            | 12    | 0     |
| 2023-2024             | Leicester City          | Championship          | 34          | 0           | 4               | 0               | 3                 | 0                 | -                              | -                              | -                              | 41    | 0     |
| 2024-2025             | Leicester City          | Premier League        | 4           | 0           | -               | -               | 2                 | 0                 | -                              | -                              | -                              | 6     | 0     |
| Sous-total            | Sous-total              | Sous-total            | 91          | 1           | 13              | 0               | 15                | 0                 | -                              | 12                             | 1                              | 131   | 2     |
| 2016                  | Burton Albion (prêt)    | League One            | 13          | 0           | -               | -               | -                 | -                 | -                              | -                              | -                              | 13    | 0     |
| 2016-2017             | Burton Albion (prêt)    | Championship          | 13          | 0           | -               | -               | 2                 | 0                 | -                              | -                              | -                              | 15    | 0     |
| Sous-total            | Sous-total              | Sous-total            | 26          | 0           | -               | -               | 2                 | 0                 | -                              | 0                              | 0                              | 28    | 0     |
| 2022-2023             | Watford FC (prêt)       | Championship          | 36          | 0           | -               | -               | 1                 | 0                 | -                              | -                              | -                              | 37    | 0     |
| Sous-total            | Sous-total              | Sous-total            | 36          | 0           | -               | -               | 1                 | 0                 | -                              | 0                              | 0                              | 37    | 0     |
| 2025                  | Sheffield United (prêt) | Championship          | 9           | 0           | -               | -               | -                 | -                 | -                              | -                              | -                              | 9     | 0     |
| Sous-total            | Sous-total              | Sous-total            | 9           | 0           | -               | -               | -                 | -                 | -                              | 0                              | 0                              | 9     | 0     |
| Total sur la carrière | Total sur la carrière   | Total sur la carrière | 162         | 1           | 13              | 0               | 18                | 0                 | -                              | 12                             | 1                              | 205   | 2     |

## Palmarès

### En club
- Burton Albion
  - Championnat d'Angleterre de football D3
    - Vice-Champion :2016.
- Leicester City
  - FA Cup
    - Vainqueur : 2021.

  - Community Shield
  - Vainqueur : 2021.
  - EFL Championship 
    - Vainqueur : 2024

### En sélection
- Angleterre espoirs
  - Tournoi de Toulon 
    - Vainqueur: 2018.